# Bituin Escalante
Bituin Escalante Aguilos (23 de abril de 1977, Manila) es una cantante pop y presentadora de televisión filipina.
Ella es una conocida como la diva y power-belter de Filipinas. Ganó la popularidad durante el Festival de la Canción 2000 en el Metropop con su interpretación de la canción titulada "Paano Na", escrita por Arnold Reyes, en la que salió ganadora del festival ocupando el segundo puesto. Con un público cautivado por su presentación cantando en primer lugar, Bituin se elevó al estrellato y aseguró su lugar como una de las mejores voces femeninas de Filipinas durante el 2002 en el Himig Handog musical de Love Song Festival con su interpretación titulada "Kung Ako na Sana Lang", esta vez en la que obtuvo el gran premio.

## Discografía

### Teatro
| Año  | Título               | Personaje       | Producctor          |
| ---- | -------------------- | --------------- | ------------------- |
| 2008 | Dreamirgls           | Effie White     | Philtown Properties |
|      | One on this Island   | Asaka           |                     |
|      | Death and the Maiden | Paulina Escobar |                     |
|      |                      |                 |                     |

## Premios
- 2001 Premios ALIW: La mayoría de Artista Femenina prometedores
- 2001 ¿Quién es quién en las Filipinas: Mejor Intérprete Femenino
- 2002 ABS-CBN Himig Handog Amor Concurso canción: Mejor Intérprete (canción "Kung Ako na Lang Sana")
- 2003 Awit Premios: Mejor Actuación de un Artista Femenina
- 2007 Awit Premios: Mejor Actuación de un Dúo (con Mon David)